# Equipe Gordini
Equipe Gordini var ett franskt formel 1-stall som tävlade under första hälften av 1950-talet. Stallet startades av sportvagnstillverkaren Gordini och biltillverkaren Simca 1950. 
1950-1953 tävlade man med bilarna Simca-Gordini och Simca-Gordini-Gordini. 1952 började man även tävla med helt egna bilar, som hette Gordini.

## F1-säsonger
| Säsong | Tävlingsnamn   | Bil                     | Motor                         | Däck | Poäng | V_plac. | Förare 1                             | Förare 2            | Förare 3                            | Förare 4                                                       |
| ------ | -------------- | ----------------------- | ----------------------------- | ---- | ----- | ------- | ------------------------------------ | ------------------- | ----------------------------------- | -------------------------------------------------------------- |
| 1950   | Equipe Gordini | Simca-Gordini T15       | Simca-Gordini 1.5 L4C         | ?    | 3     | 5:a     | Robert Manzon                        | Maurice Trintignant |                                     |                                                                |
| 1951   | Equipe Gordini | Simca-Gordini T15       | Simca-Gordini 1.5 L4C         | ?    | 0     | -       | Maurice Trintignant                  | Robert Manzon       | André Simon                         | Aldo Gordini                                                   |
| 1952   | Equipe Gordini | Simca-Gordini T15       | Gordini                       | ?    | 2     | 7:a     |                                      |                     | Prince Bira                         | Maurice Trintignant                                            |
| 1952   | Equipe Gordini | Gordini T16             | Gordini 2.0 L6                | ?    | 13    | 2:a     | Robert Manzon                        | Maurice Trintignant | Jean Behra Prince Bira Johnny Claes |                                                                |
| 1953   | Equipe Gordini | Simca-Gordini T15       | Gordini                       | ?    | 0     | -       |                                      |                     |                                     | Pablo Birger                                                   |
| 1953   | Equipe Gordini | Gordini T16             | Gordini 2.0 L6                | ?    | 4     | 3:a     | Jean Behra Maurice Trintignant       | Harry Schell        | Roberto Mières                      | Carlos Menditéguy Fred Wacker                                  |
| 1954   | Equipe Gordini | Gordini T16             | Gordini 2.5 L6                | E    | 4     | 4:a     | Jean Behra                           | Clemar Bucci        | Fred Wacker                         | Élie Bayol Paul Frère Roger Loyer André Pilette Jacques Pollet |
| 1955   | Equipe Gordini | Gordini T16             | Gordini 2.5 L6 Gordini 2.5 L8 | ?    | 0     | -       | Robert Manzon Hermano da Silva Ramos | Jean Lucas          | Jacques Pollet                      | Élie Bayol Pablo Birger Jésus Iglesias Mike Sparken            |
| 1956   | Equipe Gordini | Gordini T16 Gordini T32 | Gordini 2.5 L6 Gordini 2.5 L8 | ?    | 2     | 5:a     | Hermano da Silva Ramos               | Robert Manzon       | André Simon                         | Élie Bayol André Milhoux André Pilette                         |

## Andra stall
Gordini har också levererat bilar till andra formel 1-stall.
| Stall                   | Säsong | Konstruktör           | Antal lopp | Poäng |
| ----------------------- | ------ | --------------------- | ---------- | ----- |
| Alfred Dattner          | 1952   | Simca-Gordini-Simca   | 1          | 0     |
| Ecurie Belge            | 1952   | Simca-Gordini-Gordini | 3          | 0     |
| Georges Berger          | 1953   | Simca-Gordini-Gordini | 1          | 0     |
| Georges Berger          | 1954   | Gordini               | 1          | 0     |
| Robert O'Brien          | 1952   | Simca-Gordini-Gordini | 1          | 0     |
| Vicomtesse de Walckiers | 1952   | Simca-Gordini-Gordini | 1          | 0     |